# فرنسيسكو خافيير فيرغارا إي فيلاسكو
فرنسيسكو خافيير فيرغارا إي فيلاسكو (بالإسبانية: Francisco Javier Vergara y Velasco)‏ هو جغرافي ومؤرخ كولومبي، ولد في 15 يونيو 1860 في بوبايان في كولومبيا، وتوفي في 21 يناير 1914 في بارانكيا في كولومبيا.